# アデル・ド・ドルー
アデル・ド・ドルー（Adèle de Dreux, 1145年 - 1210年以降）は、ドルー伯ロベール1世とその2番目の妃ハワイズ・オブ・ソールズベリーの娘。

## 解説
1156年6月24日にブルトゥイユ領主ヴァレラン3世（1161年没）と結婚し、以下の子女が生まれた。
- アミシー（1160年 - 1226年） - ボードゥアン2世・ド・ドンジョン＝コルベイユ＝ボーヴェと結婚、ヴィリエ領主ジャン・ブリアールと結婚、ゴーティエ・ド・レネルと結婚

ヴァレラン3世の死後、1162年にギー2世・ド・シャティヨンと結婚し、以下の子女が生まれた。
- ギー3世（1165年頃 - 1191年）[2]
- アリックス（1193年没） - ギヨーム・ド・ガーランド（1216年没）と結婚[3]
- ゴーシェ3世（1166年頃 - 1219年）[2] - シャティヨン領主、サン＝ポル伯
- マリー（1170年 - 1241年） - ダンマルタン伯ルノー1世と結婚（1190年離婚）[2]、ロベール・ド・ヴューポンと結婚[2]、ヴァンドーム伯ジャン3世と結婚[2]

3度目にジャン1世・ド・トロットと結婚した。
- ジャン（1237年没） - オデット・ド・ダンピエール（1212年没）と結婚
- ジャンヌ
- フィリップ

4度目にソワソン伯ラウル3世・ド・ネールと結婚した。
- ジェルトリュード（1184年 - 1220年） - マチュー2世・ド・モンモランシー（1230年没）と結婚
- アリエノール（1190年 - 1234年） - エティエンヌ2世・ド・サンセール（サンセール伯エティエンヌ1世の息子）と結婚

アデル自身は1210年以降に死去した。